# Drain Gang
Drain Gang (раніше відомі як Gravity Boys Shield Gang) — творче об'єднання, головним чином зосереджене на музиці. Група також відома своєю діяльністю у сфері моди, наприклад виступи на подіумі для бренду ALYX та моделінг для журналу HOMME.

## Історія
Група виникла у 2013 році в Стокгольмі. Thaiboy Digital тоді проживав у Швеції. Bladee і Ecco2K до того вже співпрацювали як грайндкор-дует Krossad.
Підписавшись на лейбл YEAR0001, учасники Drain Gang здобули популярність на клауд-реп-сцені завдяки співпраці з товаришем по лейблу репером Yung Lean. Продюсер Yung Sherman також є членом колективу Yung Lean'а Sad Boys.

У 2015 році у Thaiboy Digital сплив термін дії візи, і він був депортований зі Швеції. Але попри переїзд до Бангкоку, йому вдалося продовжити співпрацю з іншими учасниками через Інтернет. Разом з Bladee він випустив спільний EP під назвою AvP у 2016 році, в якому звуковими продюсерами виступили Whitearmor і Yung Sherman.
У 2017 році Bladee, Ecco2K і Thaiboy Digital випустили свій спільний альбом D&G, продюсерами якого виступили учасники Whitearmor, Yung Sherman, а також Gud, Woesum і австралійський колектив Ripsquadd.
У 2019 році група випустила спільний мініальбом під назвою Trash Island. Whitearmor був виконавчим продюсером, а Rippsquad і німецький продюсер Mechatok повернулися  як додаткові звукові продюсери. Мініальбом став несподіваним релізом, оскільки жодного оголошення не було зроблено ні на сайті лейблу YEAR0001, ні в соціальних мережах групи.
Наприкінці 2021 року група оголосила про світове турне 2022 року, що складається з 23 виступів по Європі та Північній Америці.
У 2022 році Bladee і Ecco2K випустили спільний сингл під назвою «Amygdala», спродюсований Mechatok.
Спільний мініальбом Bladee та Ecco2K під назвою «Crest» був випущений без анонсу в березні того ж року. Реліз, що містить сингл «Girls just want to have fun», повністю спродюсував Whitearmor.

## Учасники
- Bladee
- Ecco2K
- Thaiboy Digital
- Whitearmor
- Yung Sherman

## Дискографія
- GTBSG (2013) (Bladee, Ecco2K та Thaiboy Digital, за участі DJ Smokey, Josh Diamond, Saavagebeatz, Whitearmor та Yung Sherman)
- AvP (2016) (Bladee та Thaiboy Digital, за участі Whitearmor та Yung Sherman)
- D&G (2017) (Bladee, Ecco2K та Thaiboy Digital, за участі Gud, Woesum, Whitearmor, Ripsquadd, and Yung Sherman)
- Trash Island (2019) (Bladee, Ecco2K, та Thaiboy Digital за участі Whitearmor and Ripsquadd та Colby Sexton)
- Crest (2022) (Bladee та Ecco2k за участі Whitearmor)